# Pterostylis areolata
Pterostylis areolata là một loài thực vật có hoa trong họ Lan. Loài này được Petrie miêu tả khoa học đầu tiên năm 1917.